# Nagawa
Nagawa (長和町?) è una cittadina giapponese della prefettura di Nagano.